# نادي أوداز أوكتبرينو
كلوب ديبورتيفو أوداز أوكتوبرينو (بالإسبانية: Club Deportivo Audaz Octubrino) هو نادي كرة قدم محترف من ماتشالا ، الإكوادور يلعب حاليًا في دوري الدرجة الثالثة  ويسمى ملعبه " 9 مايو " وتبلغ سعته حوالي 10 آلاف شخص.